# Emo
Emo ou emocore (inglês: [iːmoʊˈkɔr], de emotional hardcore) é um gênero musical surgido no final da década de 1980, caracterizado pela musicalidade melódica com ênfase na expressão emocional, letras emotivas, românticas ou confessionais.
Surgiu como um estilo de post-hardcore advindo do movimento hardcore punk de meados dos anos 1980 em Washington, DC, onde era conhecido como emotional hardcore. No início da década de 1990, o emo foi adotado e reinventado pelo rock alternativo, indie rock e bandas de pop punk como Sunny Day Real Estate, Jawbreaker, Weezer e Jimmy Eat World, com Weezer entrando no mainstream nessa época. Em meados da década de 1990, bandas como Braid, The Promise Ring e The Get Up Kids emergiram e várias gravadoras independentes começaram a se especializar no gênero. Enquanto isso, o screamo, um estilo mais agressivo de emo usando vocais gritados, também surgiu, criado pelas bandas de San Diego Heroin e Antioch Arrow. O screamo alcançou certa popularidade nos anos 2000 com bandas como Hawthorne Heights, Silverstein, Story of the Year, Thursday, Alesana, The Used e Underoath.
Frequentemente visto como uma subcultura ou tribo urbana, emo também significa uma relação específica entre fãs e artistas e certos aspectos da moda, cultura e comportamento. A moda emo tem sido associada à skinny jeans, delineador preto, camisetas justas com nomes de bandas ou detalhes listrados, cintos com tachas e cabelos lisos com franja sobre os olhos. Desde o início até meados dos anos 2000, os fãs de música emo que se vestem assim são chamados de "emo kids" ou simplesmente "emos" e conhecidos por ouvir bandas como My Chemical Romance, Good Charlotte, Fall Out Boy, Hawthorne Heights, The Used e Simple Plan. A subcultura emo foi estereotipadamente associada à alienação social, sensibilidade emocional, misantropia, introversão e angústia. Supostas ligações com afetividade, depressão, automutilação e suicídio, combinadas com seu aumento de popularidade no início dos anos 2000, inspiraram uma reação anti-emo, com bandas como My Chemical Romance e Panic! at the Disco rejeitando o rótulo emo por causa do estigma social e da controvérsia em torno dele.
Emo e seu subgênero emo pop entraram na cultura dominante da geração milenal no início dos anos 2000 com o sucesso de Jimmy Eat World e Dashboard Confessional e muitos artistas assinaram com grandes gravadoras. Bandas como My Chemical Romance, AFI, Fall Out Boy e The Red Jumpsuit Apparatus continuaram a popularidade do gênero durante o resto da década. No início da década de 2010, a popularidade do emo havia diminuído, com alguns grupos mudando seu som e outros se separando. Enquanto isso, no entanto, um renascimento emo principalmente underground surgiu, com bandas como The World Is a Beautiful Place & I Am No Longer Afraid to Die e Modern Baseball, alguns inspirados no som e na estética do emo dos anos 1990. 

## Origem
Originou-se entre o hardcore punk de Washington DC, cujas bandas pioneiras foram Rites of Spring e Embrace, parte de uma primeira cena do post-hardcore conhecida como Revolution Summer.
Existem várias teorias que tentam explicar a origem do termo "emo", como a que um fã teria gritado "You're emo!" ("Vocês são emo!") para uma banda (os mitos variam bastante quanto a banda em questão, sendo provavelmente Embrace ou Rites of Spring).
No entanto, a versão mais aceita como real é a de que o nome foi criado por publicações alternativas como o fanzine Maximum RocknRoll e a revista de Skate Thrasher para descrever a nova geração de bandas de "hardcore emocional" que aparecia no meio dos anos 80, encabeçada por bandas da gravadora Dischord de Washington DC, como as já citadas Embrace e Rites of Spring, além de Gray Matter, Dag Nasty e Fire Party. Aparentemente, o termo "emocore" é uma abreviação de emotional hardcore.
É importante lembrar que nenhuma destas bandas jamais aceitou ou se auto-definiu através deste rótulo. A palavra "Emo" foi vista como uma piada ou algo pejorativo e artificial, seja uma forma de tentar excluir do Hardcore punk tudo o que não tivesse temas estritamente ideológicos (o que seria limitante e conservador demais), seja uma forma de criar uma jogada de marketing sobre algo que, segundo eles, seria perfeitamente parte do já citado gênero musical hardcore punk, respectivamente.
Nesta época, outras bandas já estabelecidas de hardcore punk, como Nation of Ulysses e Shudder to Think, também aderiram a esta onda inicial do chamado "emocore", diminuindo o andamento, escrevendo letras mais introspectivas e acrescentando influências do Pop punk de então, que era radicalmente diferente do que seria chamado de Pop punk nos anos 2000. Hüsker Dü (banda de formação anterior a Rites of Spring), Policy of 3, One Last Wish, Fuel, Still Life, Moss Icon, Lifetime, Hot Water Music, Small Brown Bike e Fugazi também foram importantes bandas desse cenário onde as primeiras diferenças do Hardcore punk com o Post-hardcore e o Emo começavam a serem notadas.
Após a supervalorização inicial da intensidade e da sonoridade caótica, o emotional hardcore sofreu um processo de "desacelaração". Já estabelecida essa primeira cena melódica, expressiva e confessional de Hardcore punk, as bandas que começaram a surgir no interior estadunidense absorveram características do então ascendente e crescente Indie rock durante os anos 90, como já foi dito.

### Chegada ao Brasil

Caricatura do estereótipo dos fãs, que começou como um clichê, mas foi interpretado pela mídia estadunidense como uma tribo urbana e os novos fãs adotaram o mesmo.

No Brasil, a "tribo urbana emo" se estabeleceu sob forte influência estadunidense em meados de 2003, na cidade de São Paulo, espalhando-se para outras capitais do Sul e do Sudeste, e influenciou também uma moda de adolescentes caracterizada não somente pela música, mas também pelo comportamento geralmente emotivo e tolerante, e pelo visual, que consiste em geral em trajes pretos, listrados, Vans Old Skool (sapatos parecidos com All-Stars), cabelos coloridos e franjas caídas sobre os olhos.

## Movimento cultural
O emo entrou na cultura popular no início da década de 2000 com o sucesso de Jimmy Eat World e Dashboard Confessional e da emergência do subgênero screamo. Nos últimos anos, o "emo" tem sido aplicado por críticos e jornalistas para uma variedade de artistas, incluindo as bandas com grande popularidade e actos premiados, e grupos com diferentes estilos e sons, especialmente o pop punk de Simple Plan, Good Charlotte, Fall Out Boy, Panic! at the Disco e vários outros, fugindo à tradicional definição de "hardcore punk emocional" e seus derivados diretos (como foi o caso da maioria dos grupos classificados como emo antes do século XXI). 

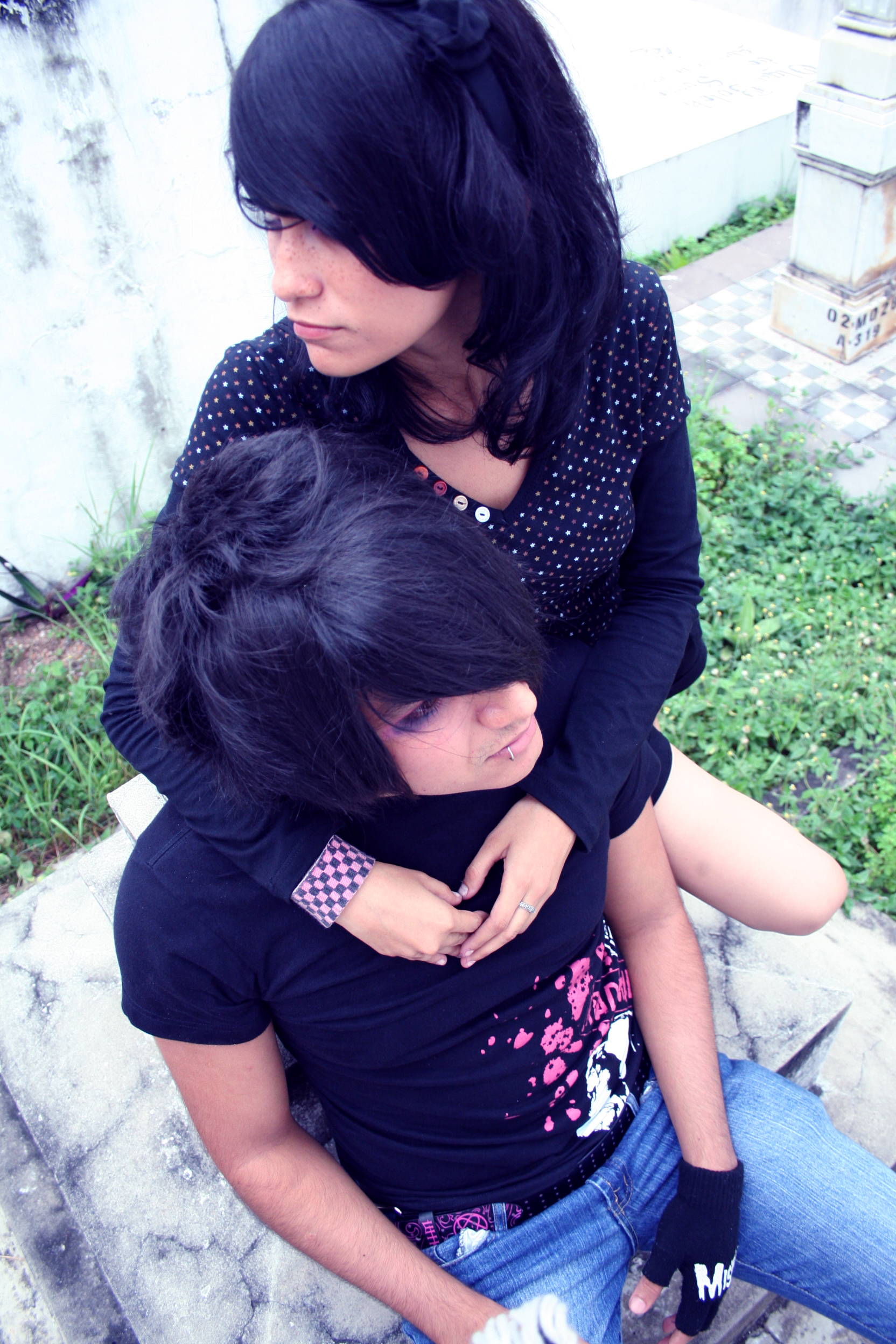
A imagem mais conhecida do visual emo é o penteado: franja com cabelo longo cobrindo grande parte do rosto. O delineador e as unhas pretas se tornaram comuns em meados dos anos 2000.

## Uso do termo "emo"
Somaram-se argumentos de que se rotular "um emo" e se esforçar para que fosse reconhecido como tal por outras pessoas era uma atitude pouco autêntica, de pretender fazer parte de um grupo social ausente de ideologia clara e importante (como diz Gerard Way, vocalista do My Chemical Romance).

## Álbuns mais representativos

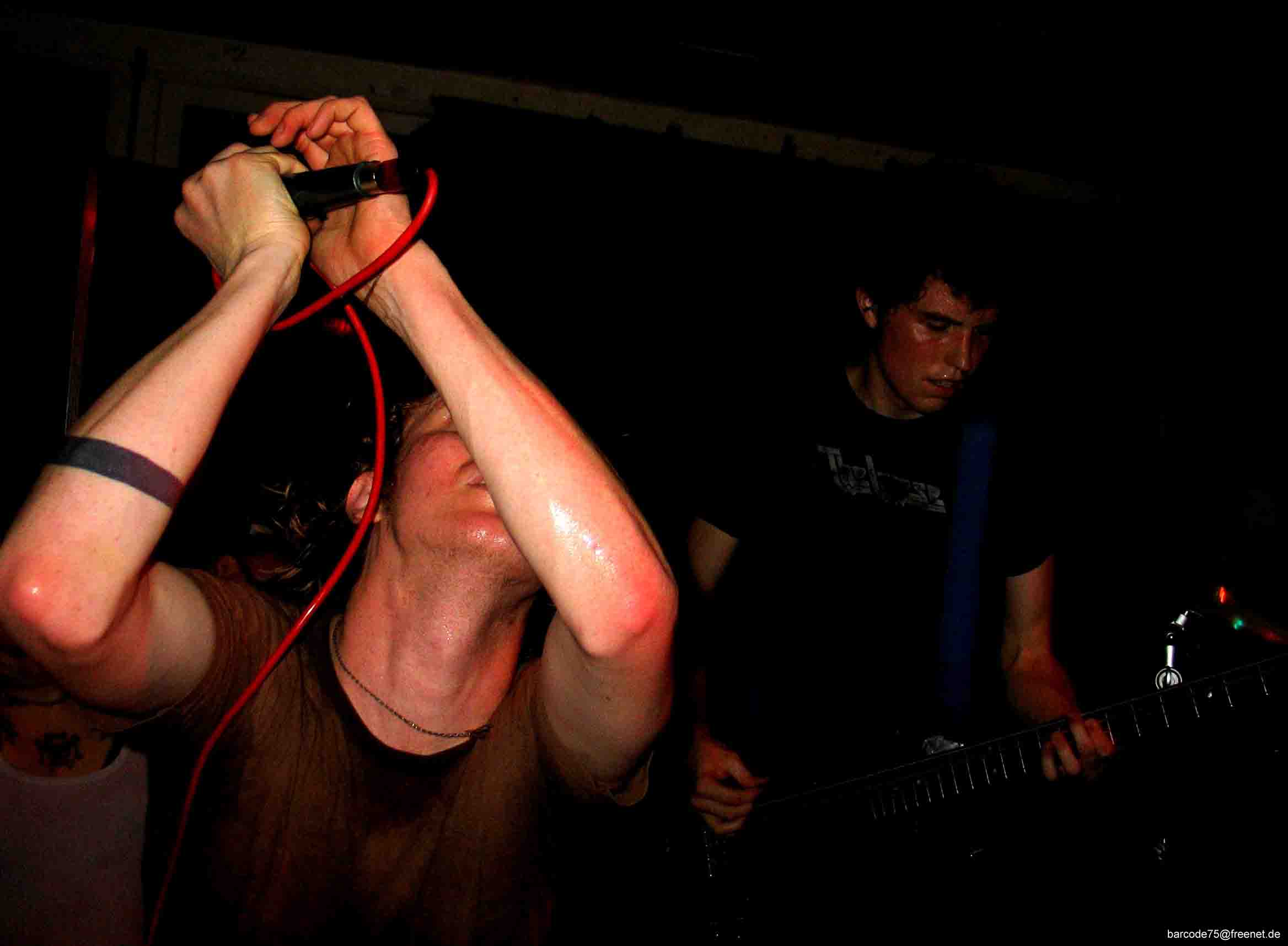
Concerto da banda estadunidense Funeral Diner, do subgênero screamo, na Alemanha.

No número #179 da revista espanhola Rockdelux publicou-se uma retrospectiva sobre o Emo onde se elegeram os doze discos mais representativos do género. Estes álbuns foram os seguintes:
- Jawbreaker - Bivouac (1992)
- Jawbox - For Your Own Special Sweetheart (1994)
- Sunny Day Real Estate - Sunny Day Real Estate (LP2) (1995)
- Christie Front Drive - Christie Front Drive (1996)
- Sense Field - Building (1996)
- Texas Is the Reason - Do You Know Who You Are? (1996)
- The Promise Ring - Nothing Feels Good (1997)
- The Get Up Kids - Four Minute Mile (1997)
- Knapsack - This Conversation Is Ending Starting Right Now (1998)
- The Van Pelt - Sultans of Sentiment (1999)
- Jimmy Eat World - Clarity (1999)

## Discriminação e ódio
Devido ao surgimento e ascensão mainstream de bandas de
"emo-pop" e rock colorido no final da década de 2000, grupos com suposta "qualidade musical questionável" segundo certos críticos e grupos de fãs de outros gêneros de rock, a subcultura emo foi estereotipicamente e vulgarmente associada aos oprimidos e a temas como orientação sexual, introversão e angústia, bem como depressão e automutilação. Seu rápido aumento de popularidade no início dos anos 2000 inspirou uma reação negativa, com bandas como My Chemical Romance e Panic! At the Disco rejeitando o rótulo "emo" por causa do estigma social e da controvérsia em torno dele. Os fãs, especialmente aqueles que seguem estereótipos de moda e comportamento, podem sofrer agressões verbais, em alguns casos até mesmo agressões físicas.
A reação negativa quanto à suposta subcultura emo e suas bandas cresceu no Brasil mais rapidamente que o gênero musical em si. Fãs de música emo que seguem os estereótipos de moda podem ser considerados de "sexualidade questionável". Como o Brasil é considerado um dos países com o maior número de casos de homofobia, o ódio às citadas bandas e a subcultura se tornou um grande alvo de polêmica da sociedade, que em sua maioria passou a concordar com os grupos considerados "anti-emo". Fenômenos parecidos se formaram no México, nos Estados Unidos, no Reino Unido, na Alemanha, na Polônia e na Rússia, nas 3 últimas os membros da "subcultura emo" são frequentemente visados por ataques praticados por grupos radicais incluindo neonazistas. Assédio moral juvenil e infantil, conhecido hoje pelo termo em inglês bullying contra jovens fãs de emo ou qualquer outra subcultura alternativa também são comuns.